# Khalkha (rivière)
 (février 2015).
Si vous disposez d'ouvrages ou d'articles de référence ou si vous connaissez des sites web de qualité traitant du thème abordé ici, merci de compléter l'article en donnant les références utiles à sa vérifiabilité et en les liant à la section « Notes et références ».
La rivière Khalkha (mongol : ᠬᠠᠯᠬᠠ
ᠭᠣᠣᠯ, API Khalkha : [ˈχaɬχ ɢ̥ɞɬ], cyrillique : Халх гол, MNS : Khalkh gol ; chinois : 哈拉哈河 ; pinyin : hālāhā hé), également appelée en y ajoutant le suffixe génitif -iin (Халхын гол, Khalkhiin gol), signifiant alors  rivière des Khalkha, est un cours d'eau s'écoulant à l'est de la Mongolie et de la Mongolie-Intérieure, au nord de la République populaire de Chine.
Elle a donné son nom au peuple Khalkha et à la langue vernaculaire de Mongolie, le Khalkha.

## Géographie
Cette rivière prend sa source dans le Grand Khingan en Mongolie-Intérieure. Près de son embouchure, il se divise en deux défluents. Un des défluents, la rivière Khalkha elle-même, se déverse dans le lac Buir (Буйр нуур), puis continue dans le Orshuun Gol (Оршуун гол ; rivière Orshuun) qui finit sa course dans le lac Hulun. L'autre défluent est le Shariljiin Gol (Mongol cyrillique : Шарилжийн гол) et s'écoule directement dans l'Orchun.
L'Orshuun finit ensuite sa course dans le lac Hulun.
Une ville située sur son cours porte également son nom Khalkha γoul.

## Histoire
L'Orchun Gol a été en 1939, le siège de la Bataille de Khalkhin Gol, entre les forces russes et mongoles d'une part et les forces japonaises d'autre part. Cette bataille se termina par la défaite des forces japonaises.